# Списак епизода серије Иза сцене

Иза сцене (енгл. Backstage) канадска је драмска серија о средњој школи сценских уметности чије ау ауторке Џенифер Перч и Лара Азопарди. Серија је премијерно приказана 18. марта 2016. године. Ансамблску поделу улога предводи Девин Некода, Алиса Траск, Џош Богерт, Авива Монгило, Метју Исен и Џулија Томасоне. У Србији је приказује HBO Max од 8. марта 2022. године.

## Преглед серије
| Сезона | Сезона | Епизоде | Оригинално емитовање | Оригинално емитовање | Емитовање у Србији | Емитовање у Србији |
| Сезона | Сезона | Епизоде | Премијера            | Финале               | Премијера          | Финале             |
| ------ | ------ | ------- | -------------------- | -------------------- | ------------------ | ------------------ |
|        | 1.     | 30      | 18. март 2016.       | 30. септембар 2016.  | 8. март 2022.      | 8. март 2022.      |
|        | 2.     | 30      | 28. јул 2017.        | 30. септембар 2017.  |                    |                    |